# Hipsybema
Hipsybema (Hypsibema crassicaude) – roślinożerny dinozaur z nadrodziny hadrozauroidów (Hadrosauroidea).
Znaczenie jego nazwy - wysoki stopień (nazwany tak na podstawie kawałków skamieniałości).
Żył w okresie późnej kredy (ok. 83-71 mln lat temu) na terenach Ameryki Północnej. Długość ciała ok. 9 m, wysokość ok. 4 m, masa ok. 2,5 t. Jego szczątki znaleziono w USA (w stanie Karolina Północna).